# Coracias

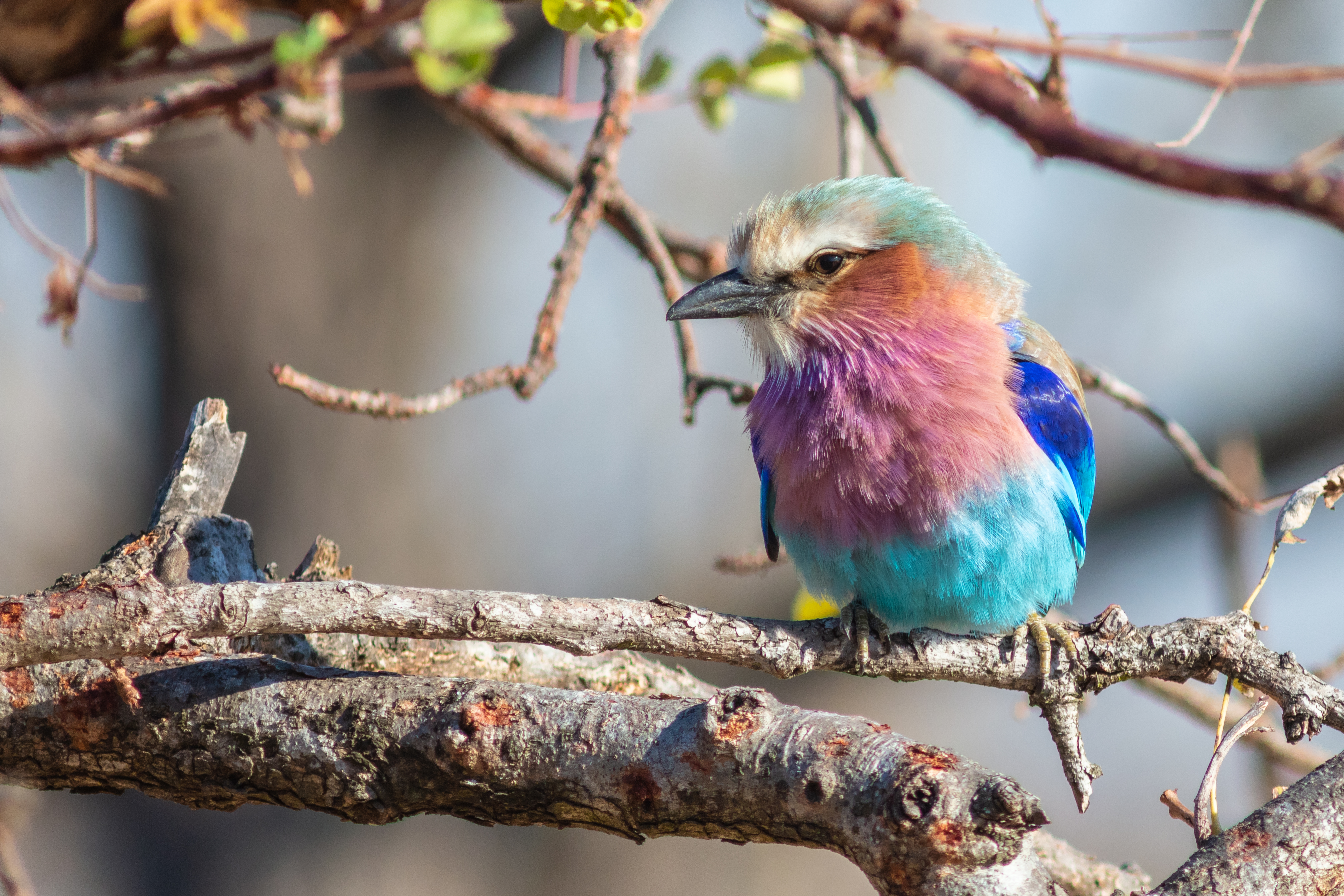
Carraca lila (Coracias caudata), parque nacional Kruger, Sudáfrica.

Coracias es un género de aves coraciformes perteneciente a la familia Coraciidae que habitan en el Viejo Mundo. Sus ocho miembros emiten un característico graznido entrecortado y repetitivo que les da el nombre de carracas. Todas ellas son aves coloridas, en las que predominan los tonos azules y castaños, con cierta forma de cuervo con cabeza grande y pico robusto. Sus patas tienen los dedos frontales exteriores fusionados por la base y el interior libre.
Se alimentan de insectos y otros pequeños animales. Tienen una técnica de caza parecida a los alcaudones, esperan quietos en un posadero y se lanzan en picado hacia las presas que pasen. 

## Especies
Las especies que componen el género en orden taxonómico son:
- Coracias garrulus - carraca europea;
- Coracias abyssinicus - carraca abisinia;
- Coracias caudatus - carraca lila;
- Coracias spatulatus - carraca de raquetas;
- Coracias naevius - carraca coroniparda;
- Coracias benghalensis - carraca india;
- Coracias temminckii - carraca de Célebes;
- Coracias cyanogaster - carraca blanquiazul.